# Atrichelaphinis nigropunctulata
Atrichelaphinis nigropunctulata är en skalbaggsart som beskrevs av Louis Albert Péringuey 1896. Atrichelaphinis nigropunctulata ingår i släktet Atrichelaphinis och familjen Cetoniidae. Inga underarter finns listade.